# Brzeźnica nad Wartą
Brzeźnica nad Wartą – stacja kolejowa w Nowej Brzeźnicy (powiat pajęczański).
Przed II wojną światową przez stację kolejową Brzeźnica nad Wartą przejeżdżał pociąg pancerny nr 53 Śmiały, który został zmobilizowany 27 sierpnia 1939 i przydzielony do Wołyńskiej Brygady Kawalerii przy Armii „Łódź" patrolując linię kolejową Brzeźnica nad Wartą – Siemkowice – Działoszyn – Kłobuck.

## Połączenia
- Zduńska Wola
- Chorzew Siemkowice
- Częstochowa